# A Ring of Endless Light
A Ring of Endless Light (titulada Un aro de luz sin fin en Hispanoamérica y Un mar de esperanza en España) es una Película Original de Disney Channel transmitida por primera vez en Estados Unidos el 23 de agosto de 2002, por Disney Channel. Está basada en el libro A Ring of Endless Light, de Madeleine L'Engle.

## Reparto
| Actor            | Personaje      |
| ---------------- | -------------- |
| Mischa Barton    | Vicky Austin   |
| Ryan Merriman    | Adam Eddington |
| Jared Padalecki  | Zachary Gray   |
| Scarlett Pomers  | Suzy Austin    |
| Soren Fulton     | Rob Austin     |
| James Whitmore   | Abuelo         |
| Theresa Wong     | Dr. Zand       |
| Penny Everingham | Cecily         |

- Datos: Q2355488